# Selección femenina de fútbol de Jordania
La selección femenina de fútbol de Jordania es el equipo representativo del país en las competiciones oficiales de fútbol femenino. Su organización está a cargo de la Federación de Fútbol de Jordania, la cual es miembro de la AFC.
Nunca logró clasificarse a la Copa Mundial Femenina de Fútbol, mientras que a nivel continental logró clasificarse en dos ocasiones a la Copa Asiática aunque en ambas no pudo superar la fase de grupos.
En el 2017 la Federación de Fútbol de Jordania inauguró el primer estadio reservado para que jueguen las mujeres en la capital Amán.

## Estadísticas

### Copa Mundial Femenina de Fútbol
| Edición | Resultado               | Posición                | PJ                      | PG                      | PE                      | PP                      | GF                      | GC                      |
| ------- | ----------------------- | ----------------------- | ----------------------- | ----------------------- | ----------------------- | ----------------------- | ----------------------- | ----------------------- |
| 1991    | No existía la selección | No existía la selección | No existía la selección | No existía la selección | No existía la selección | No existía la selección | No existía la selección | No existía la selección |
| 1995    | No existía la selección | No existía la selección | No existía la selección | No existía la selección | No existía la selección | No existía la selección | No existía la selección | No existía la selección |
| 1999    | No existía la selección | No existía la selección | No existía la selección | No existía la selección | No existía la selección | No existía la selección | No existía la selección | No existía la selección |
| 2003    | No existía la selección | No existía la selección | No existía la selección | No existía la selección | No existía la selección | No existía la selección | No existía la selección | No existía la selección |
| 2007    | No participó            | No participó            | No participó            | No participó            | No participó            | No participó            | No participó            | No participó            |
| 2011    | No clasificó            | No clasificó            | No clasificó            | No clasificó            | No clasificó            | No clasificó            | No clasificó            | No clasificó            |
| 2015    | No clasificó            | No clasificó            | No clasificó            | No clasificó            | No clasificó            | No clasificó            | No clasificó            | No clasificó            |
| 2019    | No clasificó            | No clasificó            | No clasificó            | No clasificó            | No clasificó            | No clasificó            | No clasificó            | No clasificó            |
| 2023    | No clasificó            | No clasificó            | No clasificó            | No clasificó            | No clasificó            | No clasificó            | No clasificó            | No clasificó            |
| 2027    | Por disputarse          | Por disputarse          | Por disputarse          | Por disputarse          | Por disputarse          | Por disputarse          | Por disputarse          | Por disputarse          |
| Total   | 0/9                     | -                       | -                       | -                       | -                       | -                       | -                       | -                       |

### Copa Asiática Femenina de la AFC
| Edición | Resultado               | Posición                | PJ                      | PG                      | PE                      | PP                      | GF                      | GC                      |
| ------- | ----------------------- | ----------------------- | ----------------------- | ----------------------- | ----------------------- | ----------------------- | ----------------------- | ----------------------- |
| 1975    | No existía la selección | No existía la selección | No existía la selección | No existía la selección | No existía la selección | No existía la selección | No existía la selección | No existía la selección |
| 1977    | No existía la selección | No existía la selección | No existía la selección | No existía la selección | No existía la selección | No existía la selección | No existía la selección | No existía la selección |
| 1979    | No existía la selección | No existía la selección | No existía la selección | No existía la selección | No existía la selección | No existía la selección | No existía la selección | No existía la selección |
| 1981    | No existía la selección | No existía la selección | No existía la selección | No existía la selección | No existía la selección | No existía la selección | No existía la selección | No existía la selección |
| 1983    | No existía la selección | No existía la selección | No existía la selección | No existía la selección | No existía la selección | No existía la selección | No existía la selección | No existía la selección |
| 1986    | No existía la selección | No existía la selección | No existía la selección | No existía la selección | No existía la selección | No existía la selección | No existía la selección | No existía la selección |
| 1989    | No existía la selección | No existía la selección | No existía la selección | No existía la selección | No existía la selección | No existía la selección | No existía la selección | No existía la selección |
| 1991    | No existía la selección | No existía la selección | No existía la selección | No existía la selección | No existía la selección | No existía la selección | No existía la selección | No existía la selección |
| 1993    | No existía la selección | No existía la selección | No existía la selección | No existía la selección | No existía la selección | No existía la selección | No existía la selección | No existía la selección |
| 1995    | No existía la selección | No existía la selección | No existía la selección | No existía la selección | No existía la selección | No existía la selección | No existía la selección | No existía la selección |
| 1997    | No existía la selección | No existía la selección | No existía la selección | No existía la selección | No existía la selección | No existía la selección | No existía la selección | No existía la selección |
| 1999    | No existía la selección | No existía la selección | No existía la selección | No existía la selección | No existía la selección | No existía la selección | No existía la selección | No existía la selección |
| 2001    | No existía la selección | No existía la selección | No existía la selección | No existía la selección | No existía la selección | No existía la selección | No existía la selección | No existía la selección |
| 2003    | No existía la selección | No existía la selección | No existía la selección | No existía la selección | No existía la selección | No existía la selección | No existía la selección | No existía la selección |
| 2006    | No participó            | No participó            | No participó            | No participó            | No participó            | No participó            | No participó            | No participó            |
| 2008    | No participó            | No participó            | No participó            | No participó            | No participó            | No participó            | No participó            | No participó            |
| 2010    | No clasificó            | No clasificó            | No clasificó            | No clasificó            | No clasificó            | No clasificó            | No clasificó            | No clasificó            |
| 2014    | Fase de grupos          | 7.º                     | 3                       | 0                       | 0                       | 3                       | 2                       | 13                      |
| 2018    | Fase de grupos          | 7.º                     | 3                       | 0                       | 0                       | 3                       | 3                       | 16                      |
| 2022    | No clasificó            | No clasificó            | No clasificó            | No clasificó            | No clasificó            | No clasificó            | No clasificó            | No clasificó            |
| Total   | 2/20                    | 20.º                    | 6                       | 0                       | 0                       | 6                       | 5                       | 29                      |

## Últimos y próximos encuentros
Actualizado al último partido jugado el 29 de febrero de 2024
| Fecha      | Ciudad  | Local          | Resultado      | Visitante      | Competición                   |
| ---------- | ------- | -------------- | -------------- | -------------- | ----------------------------- |
| 19-03-2023 | Amán    | Jordania       | 2:1            | India          | Partido amistoso              |
| 22-03-2023 | Amán    | Jordania       | 0:0            | India          | Partido amistoso              |
| 05-04-2023 | Taskent | Jordania       | 3:1            | Timor Oriental | Preolímpico Femenino 2024     |
| 08-04-2023 | Taskent | Bután          | 2:1            | Jordania       | Preolímpico Femenino 2024     |
| 11-04-2023 | Taskent | Uzbekistán     | 7:0            | Jordania       | Preolímpico Femenino 2024     |
| 19-02-2024 | Jeddah  | Arabia Saudita | 1:3            | Jordania       | Campeonato Femenino WAFF 2024 |
| 21-02-2024 | Jeddah  | Jordania       | 3:0            | Guam           | Campeonato Femenino WAFF 2024 |
| 23-02-2024 | Jeddah  | Líbano         | 0:2            | Jordania       | Campeonato Femenino WAFF 2024 |
| 27-02-2024 | Jeddah  | Jordania       | 5:0            | Palestina      | Campeonato Femenino WAFF 2024 |
| 29-02-2024 | Jeddah  | Jordania       | 2:2 (5:3 pen.) | Nepal          | Campeonato Femenino WAFF 2024 |